# Loch Lynn Heights
Loch Lynn Heights – miasto w Stanach Zjednoczonych, w stanie Maryland, w hrabstwie Garrett.